# Joseph M. Caracciolo Jr.
Joeseph M. Caracciolo Jr. (...) è un produttore cinematografico statunitense.

## Filmografia
- Ragtime, regia di Miloš Forman (1981)
- Trappola mortale (Deathtrap), regia di Sidney Lumet (1982)
- Il verdetto (The Verdict), regia di Sidney Lumet (1982)
- Come ti ammazzo un killer (The Survivors), regia di Michael Ritchie (1983)
- Ghostbusters - Acchiappafantasmi (Ghostbusters), regia di Ivan Reitman (1984)
- Vivere in fuga (Running on Empty), regia di Sidney Lumet (1988)
- 4 pazzi in libertà (The Dream Team), regia di Howard Zieff (1989)
- A.A.A. Detective chiaroveggente offresi (Second Sight), regia di Joel Zwick (1989)
- Zia Giulia e la telenovela (Tune in Tomorrow), regia di Jon Amiel (1990)
- L'ombra del testimone (Mortal Thoughts), regia di Alan Rudolph (1991)
- Americani (Glengarry Glen Ross), regia di James Foley (1992)
- Freejack - In fuga nel futuro (Freejack), regia di Geoff Murphy (1992)
- L'infiltrato (Beyond the Law), regia di Larry Ferguson (1993)
- Radio Inside, regia di Jeffrey Bell (1994)
- La signora ammazzatutti (Serial Mom), regia di John Waters (1994)
- Alla ricerca dello stregone (A Good Man in Africa), regia di Bruce Beresford (1994)
- Copycat - Omicidi in serie (Copycat), regia di Jon Amiel (1995)
- I Love You, I Love You Not, regia di Billy Hopkins (1996)
- L'uomo che sapeva troppo poco (The Man Who Knew Too Little), regia di Jon Amiel (1997)
- Pecker, regia di John Waters (1998)
- Semplicemente irresistibile (Simply Irresistible), regia di Mark Tarlov (1998)
- A morte Hollywood (Cecil B. DeMented), regia di John Waters (2000)
- Swimfan - La piscina della paura (Swimfan), regia di John Polson (2002)
- Le ragazze dei quartieri alti (Uptown Girls), regia di Boaz Yakin (2003)
- Nascosto nel buio (Hide and Seek), regia di John Polson (2005)
- Il diavolo veste Prada (The Devil Wears Prada), regia di David Frankel (2006)
- Baciati dalla sfortuna (Just My Luck), regia di Donald Petrie (2006)
- Io & Marley (Marley & Me), regia di David Frankel (2008)
- Notte folle a Manhattan (Date Night), regia di Shawn Levy (2010)
- Cambio vita (The Change-Up), regia di David Dobkin (2011)
- Wolverine - L'immortale (The Wolverine), regia di James Mangold (2013)
- Dracula Untold, regia di Gary Shore (2014)
- Pirati dei Caraibi - La vendetta di Salazar (Pirates of the Caribbean: Dead Men Tell No Tales), regia di Joachim Rønning ed Espen Sandberg (2017)
- Dune, regia di Denis Villeneuve (2021)
- Dune - Parte due (Dune: Part Two), regia di Denis Villeneuve (2024)